# Białka Tatrzańska
Bialka Tatrzańska [ˈbjauka taˈtʂaɲska][ˈbjau̯ka taˈtʂaɲska] este un sat în districtul administrativ comuna Bukowina Tatrzańska, powiatul Tatra, voievodatul Polonia Mică, din sudul Poloniei, aproape de granița cu Slovacia. El se află la aproximativ 6 kilometri nord de Bukowina Tatrzańska, la 16 kilometri nord-est de Zakopane și la 75 kilometri sud de capitala regională Cracovia.
Satul are o populație de 2.200 de locuitori. Centrul de schi din sat atrage mulți turiști și a contribuit la dezvoltarea economiei zonei. Mulți locuitori au deschis pensiuni și cabane, oferind cazare și mic dejun turiștilor ce vin să schieze.